# Mansöngr (riminledning)
För ordet i betydelse av kärleksdikt se Mansöngr.
Mansöngr (plural: mansöngvar) betecknar inom rimadiktningen en kort lyrisk inledning till en rima. Denna inledning är till innehållet helt fristående från riman och kan därför i en rimacykel – där rimorna följer på varandra – ses som en paus i berättandet där diktaren själv tar till orda och lägger fram egna tankar och bekymmer. Återkommande teman i mansöngvar är olycklig kärlek, annalkande ålderdom och svårigheten att dikta. Ibland klagar diktaren också över åhörarnas oförmåga att förstå sig på dikt.
Troligen har rimor inte från början varit försedda med mansöngvar, utan detta är något som har utvecklats efter hand. I några av de äldsta rimorna saknas mansöngr helt eller bifogas bara den första riman i en rimacykel. De äldsta inledningarna är också mycket korta – ofta på bara en strof. Ju yngre rimorna är desto längre blir deras mansöngvar – men samtidigt blir de också mer schablonmässiga och stereotypa.
Beteckningen mansöngr för en rimas inledning antas hänga samman med att rimor ofta tillägnades kvinnor, vilkas namn kunde gömmas i texten. Rimacykeln Griplur är exempelvis dedicerad till en kvinna vars namn har tänkts framgå ur de för oss obegripliga uttrycken þúngi mikill ("stor tyngd") och þrettán bú ("tretton gårdar"). I Hjálmtérsrímur har diktaren dolt sin kärestas identitet i runnamnen áss, nauð och úr. Sitt eget namn har han lagt in i uttrycket hinn sterki áss og storðar bein ("den starke asen och jordens ben"). Han hette alltså Torsten (Þór + steinn).
De flesta dolda namn är dock numera omöjliga att tyda. Men i rimornas egen tillkomstmiljö, där alla kände varandra, har dessa anspelningar varit lättare att genomskåda – vilket kan ha bidragit till underhållningen.

## Mansöngr och stef
En viktig skillnad mellan drapans stäv (stef) och rimans mansöngr är att stävet håller sig till ämnet medan mansöngr är en utvikning som inte har med det övriga innehållet att göra. Men det finns två drapor som överbryggar denna skillnad.
I Jómsvíkingadrápa, som handlar om slaget vid Hjörungavåg, jämrar sig diktaren i såväl  inledning som stäv över sin egen olyckliga kärlek till en hövdings hustru, och även i drapan Málsháttakvæði är det författarens kärlekssorg som fyller stäven. Båda dessa drapor förebådar rimornas mansöngr. Dessutom är Málsháttakvæði försedd med  slutrimmad vers – vilket ju också är fallet med alla rimor.
Jómsvíkingadrápa författades vid 1100-talets slut eller 1200-talets början av biskop Bjarne Kolbeinsson. Det är också han som brukar misstänkas för att ha skrivit Málsháttakvæði.